# Główka (powiat Gołdapski)
Główka (Duits: Glowken; 1938-1945: Thomasfelde) is een plaats in het Poolse woiwodschap Ermland-Mazurië, in het district Gołdapski. De plaats maakt deel uit van de stad- en landgemeente Gołdap.